# Indigofera sutherlandoides
Indigofera sutherlandoides är en ärtväxtart som beskrevs av John Gilbert Baker. Indigofera sutherlandoides ingår i släktet indigosläktet, och familjen ärtväxter. Inga underarter finns listade i Catalogue of Life.